# Ryan Newman

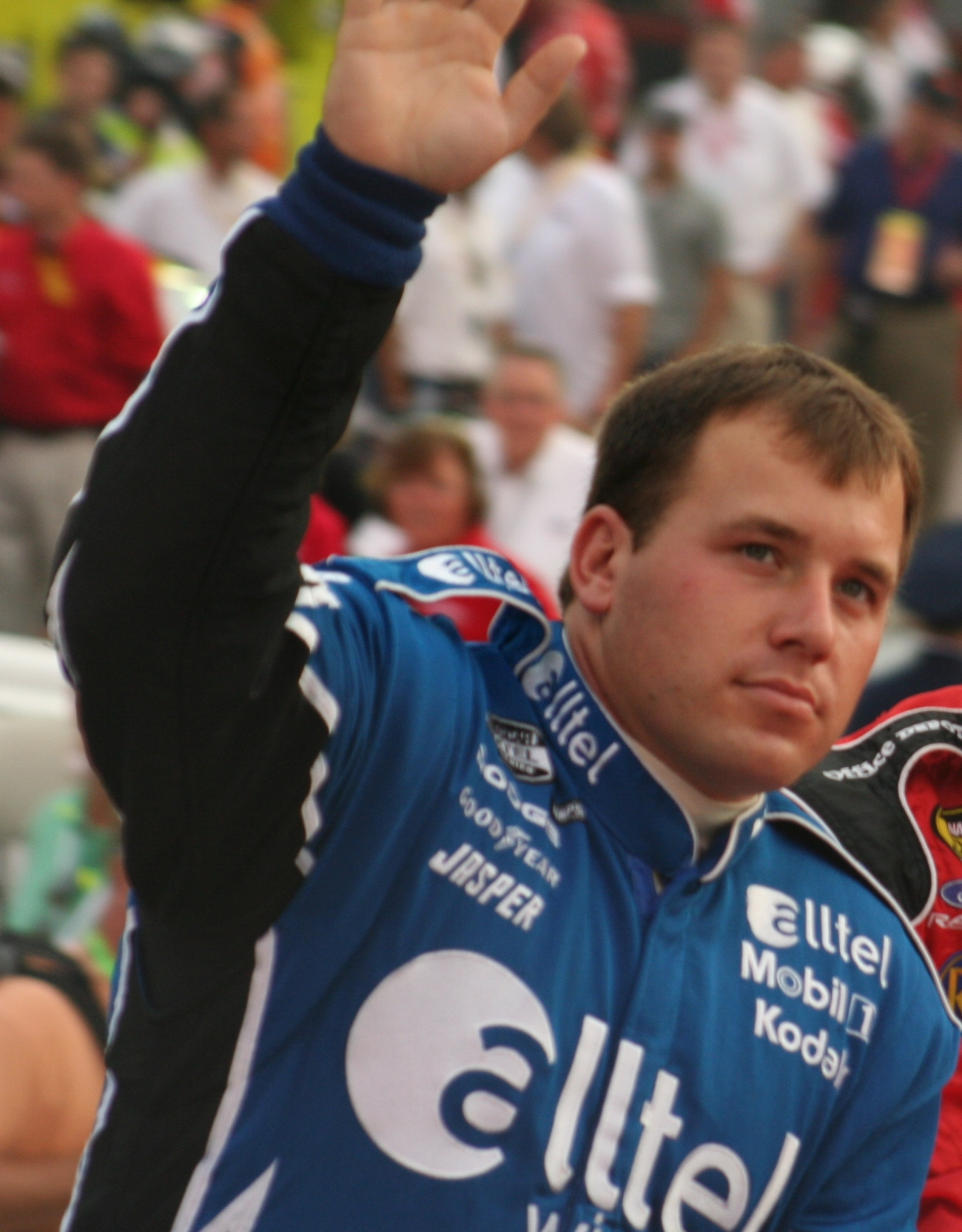
Ryan Newman fotografiado en 2007

Ryan Joseph Newman (South Bend, Indiana, Estados Unidos, 8 de diciembre de 1977) es un piloto de automovilismo estadounidense que participó en la Copa NASCAR desde 2000 hasta 2023. Allí logró 18 triunfos, destacándose las 500 Millas de Daytona de 2008 y las 400 Millas de Brickyard de 2013, así como 117 top 5, 51 pole positions, y un triunfo en la Carrera de las Estrellas 2002. Sus mejores resultados de temporada fueron un segundo puesto en 2014, tres sextos puestos en 2002, 2003 y 2005, un séptimo en 2004 y un noveno en 2009.

## Carrera deportiva
Newman se inició en los midgets, donde obtuvo premios a Novato del Año y títulos en diversos campeonatos. Luego progresó a la ARCA y NASCAR mientras estudiaba ingeniería en la Universidad Purdue, de la que se graduó de bachiller.
Debutó en la Copa NASCAR en 2000, al disputar una fecha con un Ford del equipo Penske. En 2001 disputó siete carreras para dicho equipo, logrando un segundo puesto y un quinto.
Penske lo fichó como titular del Ford número 12 para la temporada 2002. Ganó su primera carrera y acumuló 14 top 5 y 22 top 10, de modo que finalizó sexto en el campeonato. Penske dejó los Ford por los Dodge en 2003. Newman logró la impresionante cifra de ocho victorias, 17 top 5 y 22 top 10, pero siete abandonos le significaron quedar relegado al sexto puesto final.
Newman sumó dos victorias, 11 top 5 y 14 top 10 en 2004, que le bastaron para quedar séptimo en el clasificador final. En 2005 logró una victoria, ocho top 5 y 16 top 10. Con solamente tres abandonos, el piloto terminó sexto en el campeonato.
En 2006 y 2007, Newman no logró victorias ni clasificó a la Caza por la Copa. Logró un triunfo en 2008 pero finalizó 17º en el campeonato.
Newman cambió al equipo Stewart-Haas para 2009, ahora a los mandos de un Chevrolet número 39. No venció en ninguna prueba y acumuló apenas cinco top 5. No obstante, con 15 top 5 y apenas un abandono, el piloto entró en la Caza por la Copa y finalizó noveno.
El piloto obtuvo una victoria en 2010, 2011, 2012 y 2013. Logró un décimo lugar en 2011, undécimo en 2013, y quedó fuera de la caza de la Copa en las demás temporadas.
En 2014, Newman pasó del equipo Stewart-Haas al Richard Childress Racing para pilotar un Chevrolet. Obtuvo dos top 5 y diez top 10 en las 26 carreras de la temporada regular, lo que le bastó para ingresar a la Caza por la Copa. Allí mantuvo una gran regularidad y llegó a la ronda final. Llegó segundo en la fecha final de Homestead, pero no le alcanzó porque uno de los contendientes por el título, Kevin Harvick ganó la carrera y se consagró campeón, de forma que Newman se conformó con el subcampeonato.
La temporada siguiente Newman quedó eliminado en la segunda ronda de la Caza, finalizando undécimo en la tabla de pilotos con 5 top 5. En 2016, Newman no clasificó a la Caza, y con 2 top 5 y 10 top 10 resultó 17º en el campeonato. En 2017, con la victoria en Phoenix 1, Newman se clasificó a los playoffs, en donde terminó 16º con 7 top 5. En su última temporada con RCR, Newman no se clasificó a la postemporada y terminó 17º en la Copa NASCAR 2018 con 9 top 10.
Para la temporada 2019, Newman se incorporó a Roush Fenway Racing, regresando a la marca Ford. Obtuvo un segundo puesto en Talladega 2, dos quintos puestos y 14 top 10, finalizando 15º en la tabla general. En 2020 obtuvo un sexto puesto y un noveno como únicos top 10, y no avanzó a los playoffs. Su última temporada a tiepo completo en la Copa NASCAR fue en 2021, donde finalizó tercero en las 400 Millas de Daytona y quinto en la carrera de tierra de Bristol.
El piloto regresó a la Copa NASCAR en 2023, participando en ocho carreras con un Ford de Rick Ware Racing, sin destacarse en ninguna prueba.